# アメリアの遺言
『アメリアの遺言』（アメリアのゆいごん、カタルーニャ語: El testament d'Amèlia）は、カタルーニャ地方のフォークソング。一般的にはミゲル・リョベートが古いカタルーニャ民謡をクラシック・ギター向けに編曲した『10のカタルーニャ民謡』(Canciones Populares Catalanas) の1曲目として知られている。リョベートによるニ短調の編曲がこの曲のスタンダードとして認められ、リョベート、アンドレス・セゴビア、ジョン・ウィリアムス、ペペ・ロメロ、デイヴィッド・ラッセル、ステファノ・グロンドーナなど多くの奏者によってレコーディングされている。